# Lijst van wielerploegen/2017
Hieronder volgt een lijst van officieel door de UCI geregistreerde wielerploegen in 2017. 

## UCI World Tour wielerploeg
| Ploeg                              | Land                         | Renners | Fietsmerk   | UCI-Code | Sinds |
| ---------------------------------- | ---------------------------- | ------- | ----------- | -------- | ----- |
| AG2R La Mondiale                   | Frankrijk                    | 30      | Factor      | ALM      | 2000  |
| Astana Pro Team                    | Kazachstan                   | 29      | Argon 18    | AST      | 2005  |
| Bahrein-Merida Pro Cycling Team    | Bahrein                      | 28      | Merida      | TBM      | 2017  |
| BMC Racing Team                    | Verenigde Staten             | 28      | BMC         | BMC      | 2007  |
| Bora-Hansgrohe                     | Duitsland                    | 27      | Specialized | BOH      | 2010  |
| Cannondale-Drapac Pro Cycling Team | Verenigde Staten             | 27      | Cannondale  | CDT      | 2005  |
| Team Dimension Data                | Zuid-Afrika                  | 28      | Cervélo     | DDD      | 2007  |
| FDJ                                | Frankrijk                    | 30      | Lapierre    | FDJ      | 1997  |
| Lotto Soudal                       | België                       | 28      | Ridley      | LTS      | 1985  |
| Movistar Team                      | Spanje                       | 28      | Canyon      | MOV      | 2004  |
| Mitchelton-Scott                   | Australië                    | 25      | Scott       | ORS      | 2012  |
| Quick-Step Floors                  | België                       | 28      | Specialized | QST      | 2003  |
| Team Katjoesja-Alpecin             | Zwitserland                  | 28      | Canyon      | KAT      | 2004  |
| Team LottoNL-Jumbo                 | Nederland                    | 29      | Bianchi     | TLJ      | 1996  |
| Team Sky                           | Verenigd Koninkrijk          | 28      | Pinarello   | SKY      | 2010  |
| Team Sunweb                        | Duitsland                    | 26      | Giant       | SUN      | 1998  |
| Trek-Segafredo                     | Verenigde Staten             | 27      | Trek        | TFS      | 2010  |
| UAE Emirates                       | Verenigde Arabische Emiraten | 25      | Colnago     | UAD      | 1992  |

## Professionele continentale wielerploeg
| UCI-code | Ploegnaam                                  | Land             | UCI-Tour         |
| -------- | ------------------------------------------ | ---------------- | ---------------- |
| AND      | Androni Giocattoli-Sidermec                | Italië           | UCI Europe Tour  |
| ABS      | Aqua Blue Sport                            | Ierland          | UCI Europe Tour  |
| BAR      | Bardiani CSF                               | Italië           | UCI Europe Tour  |
| CJR      | Caja Rural-Seguros RGA                     | Spanje           | UCI Europe Tour  |
| CCC      | CCC Sprandi Polkowice                      | Polen            | UCI Europe Tour  |
| COF      | Cofidis, Solutions Crédits                 | Frankrijk        | UCI Europe Tour  |
| DMP      | Delko Marseille Provence KTM               | Frankrijk        | UCI Europe Tour  |
| DEN      | Direct Énergie                             | Frankrijk        | UCI Europe Tour  |
| FVC      | Fortuneo-Oscaro                            | Frankrijk        | UCI Europe Tour  |
| GAZ      | Gazprom-RusVelo                            | Rusland          | UCI Europe Tour  |
| ICA      | Israël Cycling Academy                     | Israël           | UCI Asia Tour    |
| MZN      | Manzana-Postobon Team                      | Colombia         | UCI America Tour |
| NIP      | Nippo-Vini Fantini                         | Italië           | UCI Europe Tour  |
| RNL      | Roompot-Nederlandse Loterij                | Nederland        | UCI Europe Tour  |
| SOU      | Soul Brasil Pro Cycling Team               | Brazilië         | UCI America Tour |
| SVB      | Sport Vlaanderen-Baloise                   | België           | UCI Europe Tour  |
| TNN      | Team Novo Nordisk                          | Verenigde Staten | UCI America Tour |
| UHC      | Unitedhealthcare Professional Cycling Team | Verenigde Staten | UCI America Tour |
| VWC      | Veranda's Willems-Crelan                   | België           | UCI Europe Tour  |
| VAT      | Verva ActiveJet Pro Cycling Team           | Polen            | UCI Europe Tour  |
| WGG      | Wanty-Groupe Gobert                        | België           | UCI Europe Tour  |
| WVA      | WB Veranclassic-Aqua Protect               | België           | UCI Europe Tour  |
| WIL      | Wilier Selle Italia                        | Italië           | UCI Europe Tour  |